# 止血法
當身體有傷口時或是接受手術，都會因此流血，為減少血液損失所運用的方法稱為止血法。

## 常用止血法
分別是直接壓迫止血法、抬高傷肢、止血帶止血以及填塞止血法，這些是一般人在日常生活中可以利用到的止血法。以下對數種最常用的止血法做簡要說明：
- 直接壓法：對於出血最直接且有用的方式，一個好的直接加壓止血可完成大部分的傷口止血，直接以紗布（如一時找不到紗布，可用乾淨的手帕或毛巾代替，盡量不要用衛生紙）覆蓋在傷口處並且對傷口處加壓即可止血，加壓時以雙手交疊，用「手掌及掌跟」來加壓如同按壓CPR手勢。一般還配合抬高傷肢，使受傷部位高於心臟。大出血滲血過多，原有的敷料不必移開，紗布、敷料、繃帶等可一層層往上加，除非已經疊得非常厚，已影響包紮等因素，可以移除上層的敷料，保留部分敷料，以免影響血液凝結。

- 抬高傷肢：通常需要與其他止血法共同使用，主要是減少腫脹與短時間的減少血流速度，不會單獨使用再任何的出血情況。骨折的現象，不得隨意移動傷肢或受傷部位，固定後可稍微墊高，同時可預防休克及腫脹，以稍高於心臟高度為宜。可短暫時間內的減少血流速度，將患者的血壓稍微降低，以短暫的減緩出血量及避免腫脹，但傷口有玻璃或尖銳物存在時，不可用此法；等待就醫時間若過長，效果就較不佳。

- 止血帶止血法：以長狀物將止血點部位的肢體綁住，以達到制止血液流動的目的。使用TCCC委員會推薦的止血帶為大量失血(傷口出血嚴重到足以使本人因失血很快死亡)時最有效的止血法。

- 填充止血法：此方法適用在肢體(軀幹腔室太多空間較不適合)，先以戴手套的手指深入傷口內探找或肉眼可見找尋實際且確切的出血血管位置，再以沾有止血藥藥的紗布或一般紗布，完全填塞於深度傷口內(止血的管位置)填滿後，再由外部加壓止血的止血法，目前在中華民國法規尚未規範可以使用，國外以軍陣醫學、爆炸傷、槍傷使用最為廣泛。

- 止血點止血法：在實證醫學上證明效用不佳，所以已不建議推廣使用。

- 冷敷止血：內出血使用或微血管破裂使用，如瘀青、流鼻血；可於受傷處以冰袋包裹毛巾(或冷水沾濕毛巾)使微血管收縮來達到減緩血流速度或加快凝結，以至止血效果。

## 專業止血法
病患送到醫院之後，如果還是血流不止，醫生還會運用幾種較專業的止血方法。例如：血管結紮法、止血劑止血法、電氣燒灼法及吸收性棉墊壓迫止血法等。